# Episodi di Seitokai yakuindomo

Logo della serie anime

Questa è la lista degli episodi dell'anime Seitokai yakuindomo.
Una serie televisiva anime di tredici episodi è stata prodotta dallo studio GoHands e diretta da Hiromitsu Kanazawa. le trasmissioni in Giappone sono durate dal 4 luglio al 26 settembre 2010 sulla rete TV Kanagawa. In date successive, l'anime è stato trasmesso da Chiba TV, TV Saitama, Sun TV, KBS, Tokyo MX, TV Aichi e AT-X. Fra il 4 agosto ed il 27 ottobre sono stati pubblicati sei volumi BD/DVD contenenti l'intera serie. Alcune scene dell'anime, censurate per la trasmissione televisiva, sono state ripristinate nell'edizione BD/DVD. Un episodio OAV dell'anime è stato inserito nell'edizione limitata del quinto volume del manga, pubblicato il 15 aprile 2011.
Dal 4 gennaio al 29 marzo 2014 è andata in onda una seconda serie intitolata Seitokai yakuindomo*, mentre dal 16 maggio 2014 al 17 settembre 2020 sono usciti altri dieci OAV.

## Lista episodi

### Seitokai yakuindomo(2010)
| Nº | Titolo italiano (traduzione letterale) Giapponese 「Kanji」 - Rōmaji | In onda           | In onda |
| Nº | Titolo italiano (traduzione letterale) Giapponese 「Kanji」 - Rōmaji | Giapponese        |         |
| 1  | Sotto il ciliegio in fiore 「桜の木の下で」 - Sakura no ki no shita deContinueranno questo genere di cose?! 「毎回続くのこの感じ?!」 - Maikai tsuzuku no kono kanji?!Per adesso prova a toglierti i vestiti 「とりあえず脱いでみようか」 - Toriaezu nuide miyō ka                                                                                               | 4 luglio 2010     |         |
| 2  | Ad ogni modo, sei S o M? 「時に君はSかMか?」 - Toki ni kimi wa esu ka emu ka?In questo caso, lasciami testare la tua forza 「ならば君のその力を試させてもらおう」 - Naraba kimi no sono chikara o tamesasete moraōCos'è quella cosa scintillante che hai? 「きらきらと輝くこいつはお主のなんだ?」 - Kirakira to kagayaku koitsu wa onushi no nan da?            | 11 luglio 2010    |         |
| 3  | L'ho avvolto piuttosto bene, anche se me lo dico da solo 「我ながら見事な包み具合だ」 - Ware nagara migoto na tsutsumi guai daPresidente! Per favore, le apra di più! 「会長! もっと裾を広げちゃってください!」 - Kaichō! Motto Suso o Hirogechatte Kudasai!Ne hai già avuto abbastanza? 「もう満腹なのか!?」 - Mō manpuku na no ka!?                           | 18 luglio 2010    |         |
| 4  | Per questo mi allento i vestiti dove non puoi vedere 「だから見えないところで着崩している」 - Dakara mienai tokoro de kikuzushite iruCongratulazioni 「おめでたー」 - OmedetāDa qui in poi mi va bene andare da sola 「だから私はここまででいい」 - Dakara watashi wa koko madede ī                                                                             | 25 luglio 2010    |         |
| 5  | Il tuo di dietro, ti fa male? 「お尻、大変でしょ?」 - Oshiri, taihen desho?Sono solo frustrata! 「欲求不満なだけだ!」 - Yokkyū fuman na dake da!Devo andare a scuola col pane in bocca! 「私もパンをくわえて登校しなきゃ!」 - Watashi mo pan o kuwaete tōkō shinakya!                                                                                           | 1º agosto 2010    |         |
| 6  | Tsuda-kun non lo leggerà! Lo userà! 「津田くんは読まないわ! 使うのよ!」 - Tsuda-kun wa yomanai wa! Tsukau no yo!Se c'è uno che riceve, c'è un altro che dà! 「受けがあるなら攻めがあるだろー!」 - Uke ga aru nara seme ga aru darō!No, venite vestiti 「いや、服は着て来い」 - Iya, fuku wa kite koi                                                            | 8 agosto 2010     |         |
| 7  | Diventa sempre più grande 「だんだん大きくなってくわ」 - Dandan ōkiku natteku waA Tsuda-kun piace il Boys' Love 「津田君はボーイズラブ」 - Tsuda-kun wa bōizu rabu | 15 agosto 2010    |         |
| 8  | Oh?! Sei quella con le mutandine con le fragole di stamattina! 「あ?!お前は朝のイチゴパンツ!」 - A?! Omae wa asa no ichigo pantsu!Il sesso da vergini potrebbe diventare popolare 「筆おろしが流行るかもしれん」 - Fudeoroshi ga hayaru kamo shirenCombatterò per tutte! 「みんなの分まで私が戦う!」 - Minna no bun made watashi ga tatakau!                    | 22 agosto 2010    |         |
| 9  | Quanto paghereste per questo? 「いくらで買います?」 - Ikura de kaimasu?Capisco! Non abbiamo nulla a che vedere con questo! 「なるほど!関係ないな!俺たち!」 - Naruhodo! Kankei nai na! Oretachi!Venezuela 「ベネズエラ」 - Benezuera | 29 agosto 2010    |         |
| 10 | La cameriera ha visto tutto! Le sconcezze della Principessa 「メイドは見た!お嬢様の淫らな(略)」 - Meido wa mita! Ojō-sama no midara na (Ryaku)Non sono il tipo da fare certe cose 「俺にそんなキャラ設定はない」 - Ore ni sonna kyara settei wa naiVorrei essere la tua partner, se non ti dispiace 「私でよければ付き合うが」 - Watashi de yokereba tsukiau ga | 5 settembre 2010  |         |
| 11 | Quello è il fazzoletto che ha usato Tsuda-kun 「それは津田君の使用済みティッシュ」 - Sore wa Tsuda-kun no shiyō-zumi tisshuAnche io dovrei indossare la mia biancheria intima? 「下着もつけたほうがいい?」 - Shitagi mo tsuketa hō ga ī?I gusti di Babbo Natale 「サンタさんの性癖」 - Santa-san no seiheki                                                     | 12 settembre 2010 |         |
| 12 | È universalmente imbarazzante 「一般的な恥じらいです」 - Ippanteki na hajirai desuLe uniformi scolastiche sono al meglio quando indossate a metà 「制服は半脱ぎが相場だよ」 - Seifuku wa han nugi ga sōba da yoNon era un tuo modo di fare l'esibizionista? 「君なりの露出プレイじゃなかったのか?」 - Kimi nari no roshutsu purei ja nakatta no ka?             | 19 settembre 2010 |         |
| 13 | Membri del consiglio studentesco! Ottimo lavoro! 「生徒会役員共!乙!」 - Seitokai Yakuindomo! Otsu! | 26 settembre 2010 |         |

### OAV (2011-2013)
| Nº | Titolo italiano (traduzione letterale) Giapponese 「Kanji」 - Rōmaji | Prima edizione   | Prima edizione |
| Nº | Titolo italiano (traduzione letterale) Giapponese 「Kanji」 - Rōmaji | Giapponese       |                |
| 14 | Il ritorno dei membri del consiglio studentesco 「帰ってきた生徒会役員共」 - Kaettekita seitokai yakuindomo | 15 aprile 2011   |                |
| 15 | Fratellone non ordinario 「はんぱない兄貴」 - Hanpanai anikiMembri del consiglio dei più piccoli 「児童会役員共」 - Jidoukai yakuindomo | 17 novembre 2011 |                |
| 16 | Azzurri come il cielo, Presidentessa blu 「気分は青空 会長はブルー」 - Kibun ha aozora, kaichō ha burūI forti rischi fanno sentire bene 「ハイリスクが気持ちいい」 - Hai risuku ga kimochiiiL'Ordine del dōgi 「道着の勲章」 - Dōgi no kunshōOusai - Eiryou: scambio interscolastico 「桜才・英稜 学園交流会!」 | 25 aprile 2012   |                |
| 17 | Cagnetto 「わんこ」 - WankoLe circostanze di Casa Tsuda 「津田家の事情」 - Tsuda-ka no jijōÈ bello quando i capelli lisci ti sfiorano i capezzoli, decisamente 「ストレートだと毛が乳首にこすれて気持ちいいですよね」 - Sutorēto Dato kega chikubi ni kosure te kimochiii desuyone                              | 17 luglio 2012   |                |
| 18 | Cose più importanti dei fiori 「花よりも大切なもの」 - Hanayori mo taisetsunamonoI sette misteri della Ousai 「桜才七不思議」 - Ōsai nanafushigiDisegno 「柄」 - Gara | 15 febbraio 2013 |                |
| 19 | Promesse da non fare 「お約束じゃ済まさないぜ」 - O yakusoku ja sumasanai zeLa scuola di notte 「夜の学園」 - Yoru no gakuenMio fratello ama il festival culturale 「兄バカ文化祭」 - Ani baka bunkasai | 8 maggio 2013    |                |
| 20 | La giornata di Hagimura Suzu 「萩村スズの1日」 - Hagimura Suzu no ichinichiParlare durante il viaggio 「乗り物談義」 - Norimono danngiCioccolato di gelosia 「やきもきチョコ」 - Yakimoki choko | 10 luglio 2013   |                |
| 21 | A lezione con la domestica e le sensazioni indescrivibili 「メイド教室とまさかの気持ち」 - Meido kyoushitsu to masaka no kimochiShino Amakusa, la tutor liceale 「女子高生家庭教師 天草シノ」 - Jyoshikousei Amakusa ShinoIl buco del futuro 「未来の穴」 - Mirai no ketsu                                      | 17 ottobre 2013  |                |

### Seitokai yakuindomo *(2014)
| Nº | Titolo italiano (traduzione letterale) Giapponese 「Kanji」 - Rōmaji | In onda          | In onda |
| Nº | Titolo italiano (traduzione letterale) Giapponese 「Kanji」 - Rōmaji | Giapponese       |         |
| 1  | Ancora una volta, sotto i fiori di ciliegio 「また桜の樹の下で」 - Mata sakura no ki no shita deUna stagione per dormire, patapum! 「ねむねむの季節ポロッ」 - Nemunemu no kisetsu poroLupo travestito da gatto 「ねこをかぶったオオカミ」 - Neko o kabutta ōkami                                                                      | 4 gennaio 2014   |         |
| 2  | Prendersi cura di Hagimura Suzu 「萩村スズを見守っていました」 - Hagimura Suzu o mimamotteimashitaOusai-Eiryou: un nuovo incontro! 「桜才・英稜学園交流会おかわり!」 - Ōsai-Eiryō gakuen kōryūkai okawari!Abbi sempre il fazzoletto pronto per quando servirà 「症状チェック常備はポケティッシュ」 - Shōjō chekku jōbi wa poke tisshu | 11 gennaio 2014  |         |
| 3  | Vice Presidente per 3 giorni 「三日副会長」 - Mikka fukukaichōBella signora 「ちんだら かぬしゃまよ」 - Chindara kanushama yo | 18 gennaio 2014  |         |
| 4  | Facciamo il punto sul punto precedente 「強調部位ブイブイブイ」 - Kyouchou bui buibuibuiMoe-tail 「萌えテイル」 - Moe teiruPeeling all'avanguardia 「画期的ズルむけ」 - Kakkiteki zuru muke | 25 gennaio 2014  |         |
| 5  | Stile di supporto 「支えスタイル」 - Sasae sutairuPianta la tenda dopo averlo fatto 「ぬぎあと もっこり」 - Nugi ato mokkoriRagazze che combattono 「戦う少女達」 - Tatakau shoujo-tachi | 1º febbraio 2014 |         |
| 6  | La Presidentessa Idol 「アイドル生徒会長」 - Aidoru seito kaichōPalpitazioni da attacco 「攻撃アイテムビクッビクン」 - Kōgeki aitemu bikubbikun | 8 febbraio 2014  |         |
| 7  | Ne ho detta una buona 「上手いこといってやったぜ」 - Umai koto itte yatta zeUna grande cosa che ti illumina 「君を照らす大きい存在」 - Kimi o terasu ookii sonzaiEsatto, è venuto fuori 「見たまんま たれ流し」 - Mita manma tarenagashi                                                                                              | 15 febbraio 2014 |         |
| 8  | Gioca con l'acqua e ti bagnerai 「波との戯れ びちょびちょだぜ」 - Nami to no tawamure bichobicho da zeTutti gli utilizzi dell'ala 「万能ウィング」 - Bannō uinguNotti d'estate, mattine d'estate 「夏の夜 夏の朝」 - Natsu no yoru natsu no asa                                                                                       | 22 febbraio 2014 |         |
| 9  | Ranko Hata all'assalto 「畑ランコ カマす」 - Hata Ranko kamasuUna super diplomata davvero brava 「OGはチョベリグ」 - OG wa choberiguIncomprensione circostanziale in corso 「ぐーぜん誤解 いただき中」 - Guuzen gokai itadakichuu | 1º marzo 2014    |         |
| 10 | Il fungo di Tsuda è come ce lo aspettavamo 「津田キノコは想定内」 - Tsuda kinoko wa souteinaiPiume volanti 「羽根が飛ぶ」 - Hane ga tobuEssere una zucca 「カボチャの気持ち」 - Kabocha no kimochi | 8 marzo 2014     |         |
| 11 | Una reazione innocente ad un doppio senso 「裏用語に純反応」 - Urayougo ni jun hannouSuccede, in alcuni paesi 「一部の国ではそうらしいです」 - Ichibu no kuni de wa sou rashii desuGiocate con la neve, eredi di Babbo Natale 「雪と戯れ サンタの末裔」 - Yuki to tawamure Santa no matsuei                                           | 15 marzo 2014    |         |
| 12 | Buon anno nuovo 「あけおめだよ」 - Akeome da yoQuel che ci vuole per conquistare qualcuno 「人の上に立つ器」 - Hito no ue ni tatsu utsuwaVerg**e 「どう○い」 - Dou**iNon ci posso credere che le stai lavando 「それを洗うなんてとんでもない」 - Sore o arau nante tondemonai                                                         | 22 marzo 2014    |         |
| 13 | Parlare correttamente d'amore 「正しい恋バナ」 - Tadashii koibanaAttacco a lungo raggio 「遠距離アタック」 - Enkyori atakkuMostra i capelli 「毛のラインナリ」 - Ke no line nariCielo color fiori di ciliegio 「桜の空」 - Sakura no sora                                                                                             | 29 marzo 2014    |         |

### OAV (2014-2020)
| Nº | Titolo italiano (traduzione letterale) Giapponese 「Kanji」 - Rōmaji | Prima edizione    | Prima edizione |
| Nº | Titolo italiano (traduzione letterale) Giapponese 「Kanji」 - Rōmaji | Giapponese        |                |
| 1  | Uno contro uno 「1対1」 - 1 tai 1Clap clap slap 「パチパチパンパン」 - Pachi pachi panpan | 16 maggio 2014    |                |
| 2  | Addio moneta 「さよならコイン」 - Sayonara koinUn gruppo di gente forte 「強者の集い」 - Tsuwamono no tsudoiSvegliarsi in automatico 「おはようございます体の記憶」 - Ohayōgozaimasu karada no kioku                                                                               | 22 ottobre 2014   |                |
| 3  | Cancello posteriore 「」 - KoumonConfronto del seno a velocità leggera 「光速のちちくらべ」 - Kōsoku no chichi kurabeAndare a scuola in caso di maltempo 「悪天登校」 - Akuten tōkō                                                                                                | 17 febbraio 2015  |                |
| 4  | Combattere un robot umanoide 「人型決戦ロボット」 - Hito-gata kessen robottoBuco incivile, sensazione nella parte posteriore. 「未開の穴 背後の感触」 - Mikai no ana haigo no kanshokuDolce mattina 「やさしい朝」 - Yasashii asa                                                  | 17 settembre 2015 |                |
| 5  | Conclusione di una leggenda metropolitana 「都市伝説の結論」 - Toshi densetsu no ketsuronBandiera del terreno edificabile 「フラグ建築地」 - Furagu kenchikuchi | 15 aprile 2016    |                |
| 6  | 3 giorni di vita nell'isola deserta 「３日間無人島生活」 - Mikkakan mujintō seikatsuSaluti di fine estate 「残暑見舞う」 - Zansho mimau | 16 dicembre 2016  |                |
| 7  | La lunga strada del consiglio studentesco 「生徒会の寄り道」 - Seitokai no yorimichiLa colorazione è incredibilmente bianca 「カラーリングは驚きの白さ」 - Karāringu wa odoroki no shirosaIl vice presidente nuova come una roccia 「副会長はカナヅチ」 - Fukukaichō wa kanadzuchi | 15 settembre 2017 |                |
| 8  | Due persone calde 「二人の熱い人々」 - Futari no atsui hitobitoSakura THE MOVIE 「桜 THE MOVIE」 - Sakura THE MOVIELo studente delle scuole superiori Eiryou della squadra di pallavolo 「バレーボールチームの永陵高校生」 - Barēbōruchīmu no Ei-ryō kōkōsei                       | 17 aprile 2019    |                |
| 9  | Detective a parte 「A パート探偵」 - A Pāto tanteiQuartetto etero 「ツッコミカルテット」 - Tsukkomi KarutettoDillo di nuovo con la voce di Uomi 「魚見ボイスでこれ言って」 - Uomi boisu de kore itte                                                                               | 16 agosto 2019    |                |
| 10 | Un Mutsumi arrabbiato ha molto spirito 「怒りのムツミ気合十分」 - Ikari no mutsumi kiai jūbunDio tocca Tsuda Takatoshi 「ゴットフィンガー津田タカトシ」 - Gotto Fingā Tsuda TakatoshiÈ un doppio appuntamento Kaede-san 「Wデートだカエデさん」 - W Dēto da Kaede-san              | 17 settembre 2020 |                |